# Hermann Kranold
Herman(n) Kuno Julius Kranold (geboren 9. März 1888 in Hannover; gestorben im Juli 1942 in Talladega, Vereinigte Staaten) war ein deutscher sozialdemokratischer Publizist und Politiker.

## Leben
Hermann Kranold war ein Sohn des Julius Kranold (1858–1918) und der Anna Hesterberg (1864–1898), er hatte drei Geschwister, unter ihnen der Autor Albert Kranold. Er war ein Neffe des Physikers Max Planck.
Kranold studierte Jura in Lausanne, München und Tübingen. Er engagierte sich in der Freistudentenschaft. Er wurde Mitglied der SPD und engagierte sich im marxistischen Hannoveraner Arbeitskreis der Jungsozialisten. Kranold publizierte eine Vielzahl Aufsätze und Schriften zu politischen Fragen und wurde Redakteur der Chemnitzer Volksstimme.
Im Zuge der Novemberrevolution 1918 wurde Kranold in Chemnitz am 15. November 1918 als Stadtpräsident eingesetzt und löste die nach dem Dreiklassenwahlrecht zusammengesetzte Chemnitzer Stadtverordnetenversammlung auf. Gemeinsam mit den sozialdemokratischen Publizisten Otto Neurath und Wolfgang Schumann erstellte er im Februar 1919 ein Gutachten zur Sozialisierung.
Er heiratete 1922 die Kunsthistorikerin Sofie Steinhaus (1889–1942), sie hatten drei Kinder. Er nannte sich auch Kranold-Steinhaus.
Kranold wurde 1925 Landrat im Kreis Sprottau in der preußischen Provinz Niederschlesien. Nach dem Preußenschlag 1932 wurde Kranold aus politischen Gründen entlassen. Er wurde danach Bürgermeister in Haynau in Schlesien. Nach der Machtübergabe an die Nationalsozialisten wurde er gewaltsam aus dem Amt entfernt und geriet bis Herbst 1934 in Haft.
Kranold wurde zur Emigration gezwungen und ging mit der Familie nach England, wo er als Sprachlehrer arbeitete und Kontakte zur Fabian Society hatte. Im Herbst 1936 erhielt er eine Stelle als Assistant Professor am Talladega College in Alabama und übersiedelte in die USA.

## Schriften (Auswahl)

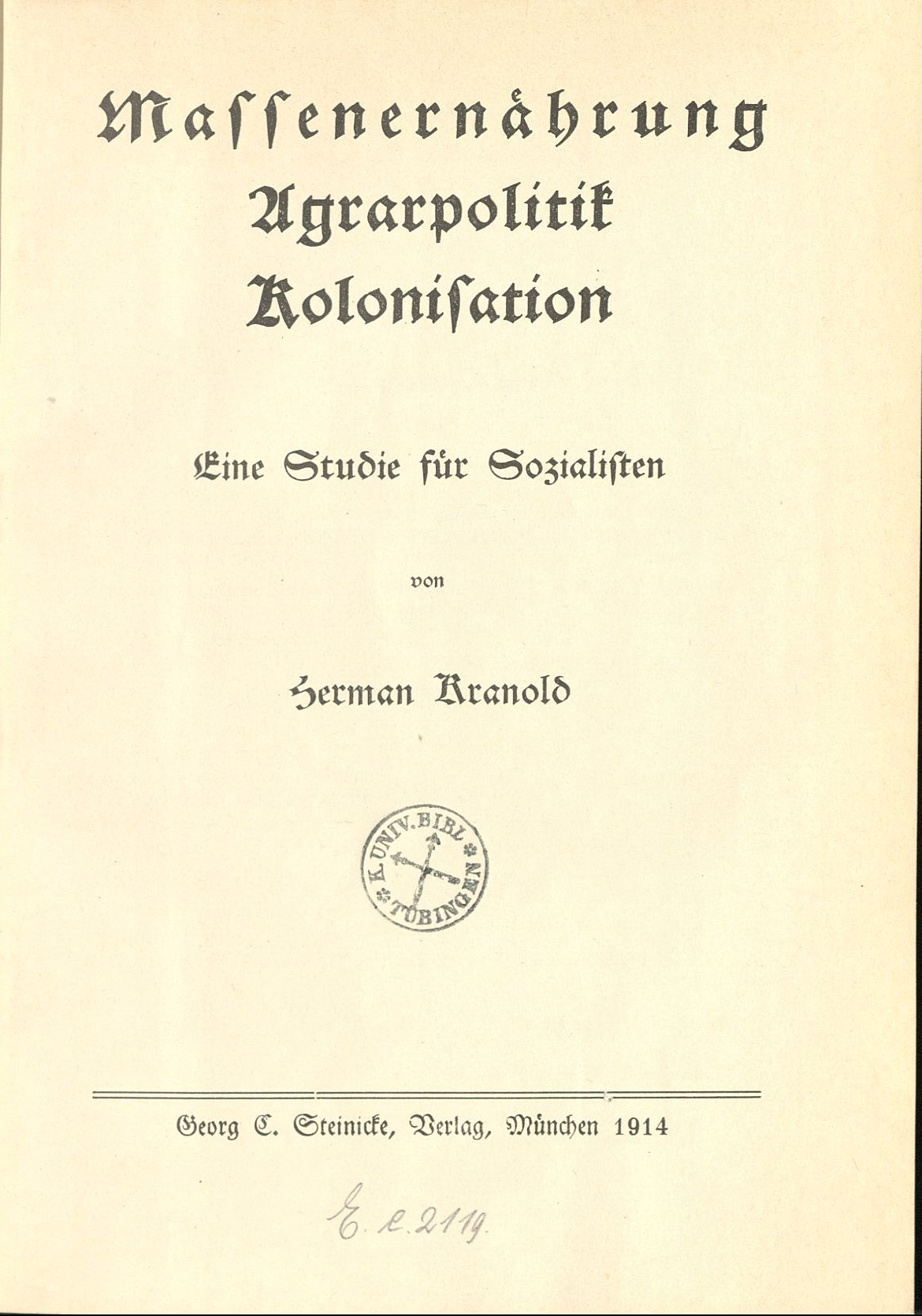
Massenernährung (1914)

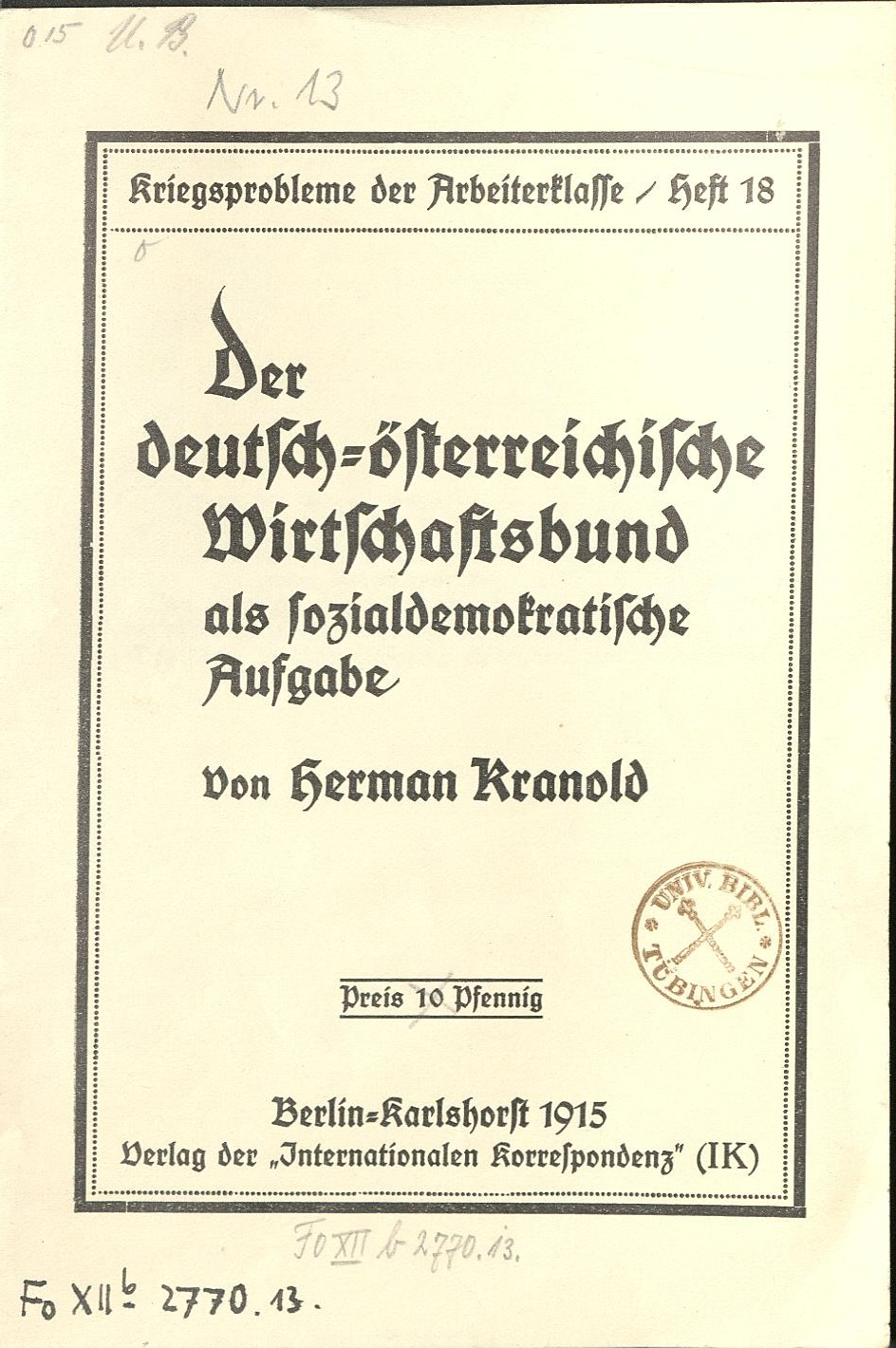
Wirtschaftsbund (1915)

- Herbert Kühnert, Hermann Kranold: Wege zur Universitätsreform. München : Reinhardt, 1913
- Die freie Studentenschaft in Vergangenheit und Zukunft : Vortrag gehalten vor der Münchner Freien Studentschaft im Oktober 1913. München: Steinicke, 1914
- Massenernährung, Agrarpolitik, Kolonisation : eine Studie für Sozialisten. München: Steinicke, 1914
- England unser Feind für immer? Tübingen: Kloeres, 1915
- Der deutsch-österreichische Wirtschaftsbund als sozialdemokratische Aufgabe. Berlin-Karlshorst: Verl. der "Internat. Korrespondenz", 1915
- Wirtschaftsgeographische Grundlagen zur Weltpolitik. Augsburg: Augsburger Buchdr. und Verlagsanstalt, 1916
- Der Wirtschaftskrieg in Gegenwart und Zukunft. Augsburg: Augsburger Buchdr. und Verlagsanstalt, 1916
- Arbeiterjugend und bürgerliche Jugend. 1917
- Zollunion und Agrarpolitik : die Wirkung einer Vereinigung des deutschen Zollgebietes mit Südosteuropa auf die deutsche Landwirtschaft. Dresden: Globus, 1917
- Zum Geburtenrückgang. Gefahren der Statistik, in: Deutscher Wille: des Kunstwarts, April 1918, S. 35–40
- Karl Marx. Zu seinem 100. Geburtstage, in: Deutscher Wille: des Kunstwarts, April 1918, S. 60–62
- Sozialisierung: Warum, was, wie, wann? Chemnitz, 1919
- Das deutsche Militärsystem im Weltkrieg, in: Sozialistische Monatshefte, 1920
- Abschied von der deutschen Nationalversammlung, in: Sozialistische Monatshefte, 1920
- Zur Leistung des deutschen Militärsystems, in: Sozialistische Monatshefte, 1921
- Zur Produktivität der Landwirtschaft, in: Sozialistische Monatshefte, 1921
- Zu den Preussischen Landtagswahlen 1921, in: Sozialistische Monatshefte, 1921
- Die Vereinigten Staaten von Europa. 1924
- Deutsche Generale und Admirale in Kriegsführung und Kriegspolitik : ein Beitrag zur Dolchstoßlegende. Bremen : Buchh. Bremer Volkszeitung, 1924
- Bekanntschaft mit dem Sozialismus. Eine Einführung für Jugendliche und Erwachsene. Görlitz, 1928
- Wohlfahrtspflege auf dem Lande. Berlin : Hauptaussch. f. Arbeitswohlfahrt, 1930
- Karl Walter: Genossenschaften im neuen Italien. Übersetzung aus dem Englischen Hermann Kranold-Steinhaus. Leipzig: Buske, 1935
- The International Distribution of Raw Materials. London: Routledge, 1938